# Masculinité hégémonique
La masculinité hégémonique, aussi appelée masculinité dominante, est un concept propre à la sociologie du genre et théorisé en 1995 par la sociologue australienne Raewyn Connell (1944-). Il est présent dans son œuvre Masculinités: enjeux sociaux de l'hégémonie (1995, en français 2014), où l’autrice s’intéresse davantage à l’expression de la masculinité plutôt qu’au « rôle masculin ». Elle présente de cette manière une typologie des masculinités, déclinée sous quatre formes.
Masculinités. Enjeux sociaux de l'hégémonie (1995) aborde plus particulièrement la masculinité hégémonique que Connell définit comme étant « la configuration des pratiques de genre qui incarne la solution socialement acceptée au problème de la légitimité du patriarcat, et qui garantit (ou qui est utilisée pour garantir) la position dominante des hommes et la subordination des femmes ». Ce concept de masculinité hégémonique désigne donc chez Connell la forme dominante de représentation de la masculinité, à un moment donné, en montrant l'existence d'une phase de normalisation antérieure.
Le fait que cette représentation de la masculinité soit dominante n’entrave pas l’existence d’autres masculinités. En effet, trois autres formes de la masculinité se construisent en interaction avec cette masculinité hégémonique : la masculinité complice, la masculinité subordonnée ainsi que la masculinité marginalisée.

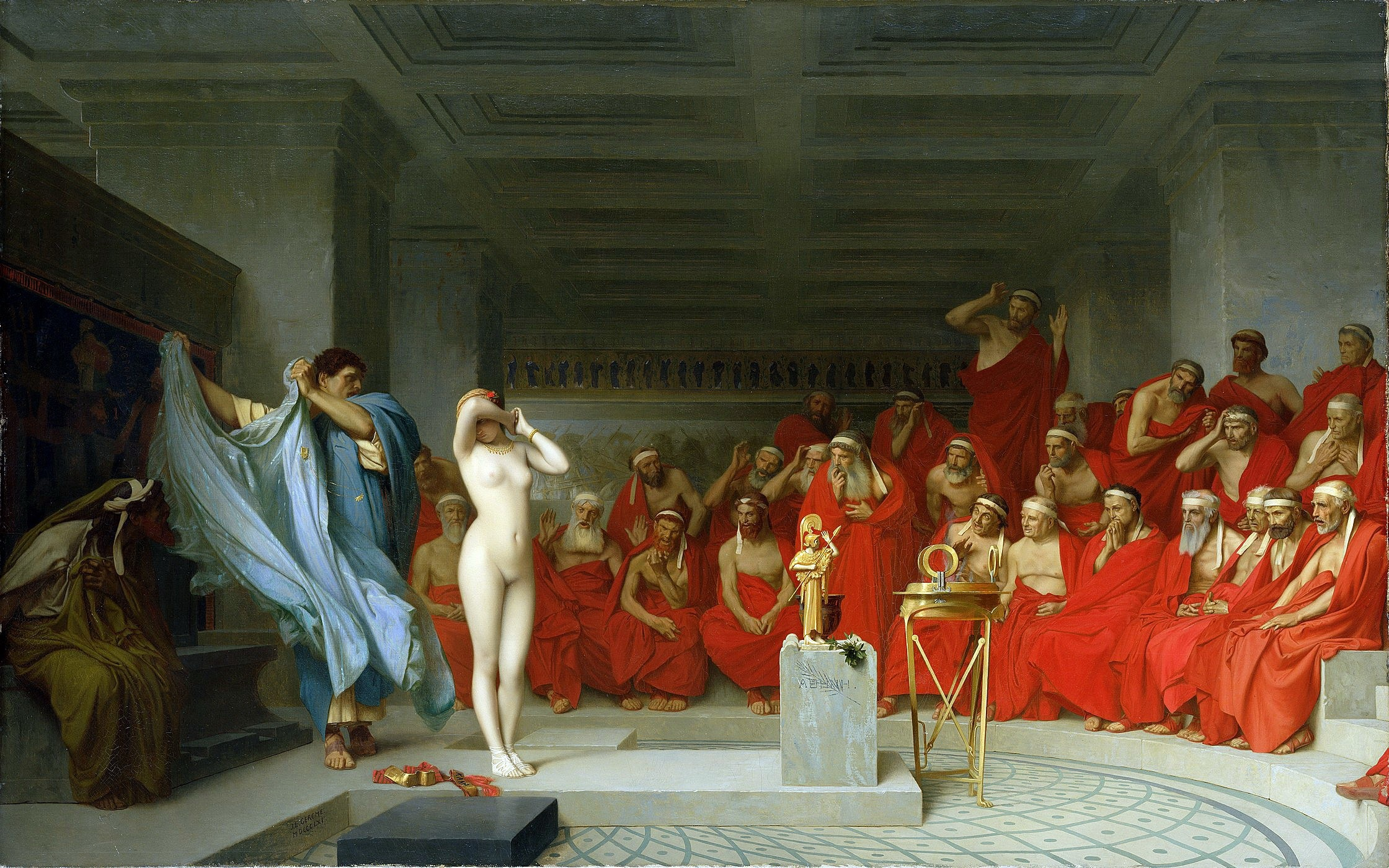
Jean-Léon Gérôme, Phryné devant l'Aréopage, 1861, conservé à la Hamburg Kunsthalle.

## L’élaboration du concept

### Origine
Le concept de masculinité hégémonique a été élaboré pour la première fois au début des années 1980 par des chercheurs australiens (dont Raewyn Connell). À l’origine, il fut ainsi proposé dans des études sur les inégalités sociales dans les écoles secondaires australiennes (Kessler et al., 1982) ; sur la manière dont se construisent les masculinités (Connell, 1983) ; et dans le débat sur le rôle des hommes dans les mouvements ouvriers australiens (Connell, 1982). L’étude sur les lycées procure alors certaines preuves empiriques de l’existence de hiérarchie entre différents types de masculinités, autant en termes de genre que de classe (Connell et al., 1982).
Dans l’article “Towards a New Sociology of Masculinity”, publié en 1985, les premiers éléments écrits jusqu’alors furent systématisés : les auteurs proposent un historique des études ayant été produites sur les hommes. Plus encore, l’article propose une critique du concept de « rôle de sexe masculin » présent dans la littérature, ainsi qu’un modèle de masculinités multiples et de relations de pouvoir.
Le concept originel se base sur la théorie de l'hégémonie culturelle d’Antonio Gramsci, alors très en vogue. Ainsi, l’adjectif « hégémonie » était utilisé pour tenter de comprendre la stabilisation des relations entre les différentes classes sociales. Cette idée a ensuite été réappropriée par les études de genre. Ce qui n’est pas sans risque de mésinterprétation : en effet, le concept gramscien d’hégémonie se concentre sur les dynamiques de changements structurels impliquant la mobilisation de toutes les classes sociales. Si l’on sort de ce contexte précis (à savoir l’analyse d’un changement historique), le concept serait alors réduit à un simple modèle de contrôle culturel. Cela dit, la plupart des travaux sur le genre ne se focalisent pas sur un changement historique de si grande échelle. Cette difficulté d’interprétation fera naitre plus tard différentes critiques.
La masculinité hégémonique a ensuite été formellement théorisée par l’auteure australienne Raewyn Connell en 1995 dans son ouvrage « Masculinities ». L’introduction et le développement du concept vise à révéler l’existence d’une pluralité de masculinités, comprises « comme des ‘’configurations de pratiques’’ singulières, forgées dans des relations sociales complexes, concrètes et situées ». Ces différentes masculinités sont donc socialement construites à travers des relations complexes, et chacune d’elles serait composée d’un ensemble de pratiques spécifiques orientant le comportement des acteurs. Ainsi, le concept ne peut se comprendre que dans sa dimension relationnelle et dynamique : il y aurait une hiérarchie entre les différentes masculinités, qui négocient sans cessent entre elles leurs relations de pouvoir. Les masculinités en position de pouvoir chercheraient à déprécier d’autres formes de masculinités, afin de légitimer leur position de force (Gourarier, 2017). Ainsi, la masculinité « hégémonique » pourrait être comprise comme « la forme la plus honorable d’être un homme ». Tous les autres hommes sont amenés à se positionner par rapport à cette masculinité. Elle rend également légitime la subordination globale des femmes aux hommes.
En 2005, R.W. Connel et James W. Messerschmidt publient un article dans la revue Gender & Society en vue de retracer les vies du concept jusqu’alors.
Le concept prend cependant une position particulière vis-à-vis de la notion de genre. En effet, celle-ci pourrait se définir comme l’ensemble des pratiques et des rôles masculins et féminins socialement construits. Si Connell conçoit le genre de la même manière, on peut également dire qu’elle s’en distancie d’une certaine manière. Elle y ajoute en effet une dimension historique importante, ce qui distingue son approche des définitions purement fonctionnalistes, conceptualisant le genre comme un système d’auto-reproduction centré sur le patriarcat.

### Méthode de recherche
Connell propose d’appréhender les masculinités en utilisant des méthodes de recherche qualitatives : il s’agirait de rendre compte de la diversité des masculinités en mobilisant, avant tout, des récits de vie et des observations. Cette méthode lui permet de mettre en évidence des formes de masculinités divergentes, plus ou moins confrontées aux normes sociales ainsi qu’au modèle masculin dominant.
Dans Masculinities', Connell choisit d’interroger huit hommes homosexuels, âgés de vingt à cinquante ans, mais occupant des positions sociales très diverses (du financier au conducteur de poids lourd). Les récits montrent que la masculinité hégémonique est toujours présente, que ce soit au cœur de processus de socialisation ou comme une attitude partiellement adoptée (assumée ou rejetée). Ces récits de vie d’hommes gays s’articulent à d’autres récits représentant d’autres formes de masculinités. Connell récolte notamment les récits de chômeurs provenant de milieux populaires avant les années 1970, d’hommes mêlés au féminisme ou encore de ceux évoluant dans des milieux plus favorisés. Les récits rendent ainsi compte des possibilités de transformations des structures de l’hégémonie.

### Courant
Le concept s’inscrit dans le courant des « études sur les hommes » (soit men’s studies, en anglais). En effet depuis les années 1970, une très large part de la production en sciences humaines sur le genre se serait implicitement centrée sur le groupe des hommes. Si le constat de la prééminence du sexe masculin a été affirmé depuis longtemps, il s’inscrit désormais dans la trame des « rapports sociaux de sexe ». Il s’agit donc d’appréhender la réalité sociale sous le concept de genre, défini comme l’ensemble des pratiques et des rôles masculins et féminins socialement construits. Les rôles de l’homme et de la femme ne sont pas répartis de la sorte à cause d’une éventuelle « nature » de l’homme ou de la femme, mais parce qu’ils ont été socialement construits à travers le temps. C’est ainsi qu’en posant la division sexuelle du travail comme l’enjeu principal des rapports hiérarchisés entre hommes et femmes, le regard de la sociologie s’est recentré sur les dynamiques de genre. C’est notamment dans ce contexte que Christine Delphy a pensé le concept de patriarcat comme système d’exploitation et de domination. Sa contribution a permis d’analyser la place sociale et politique des femmes, en mettant en évidence la position privilégiée dont bénéficient les hommes.
Les Men’s Studies entendent effectuer une rupture épistémologique importante par rapport aux tendances androcentriques : elles considèrent les hommes non plus comme des représentants tacites de toute la société, mais comme un groupe social engagé dans un rapport hiérarchique autour d’enjeux matériels. C’est ainsi que l’étude des hommes comme « catégorie de sexe » se développe comme nouvel objet de recherche.
C’est dans ce contexte que Connell publie sa contribution. En effet, elle affirme la dimension politique des études sur la masculinité : « L’idée féministe fondamentale selon laquelle l’ensemble des relations entre hommes et femmes implique la domination ou l’oppression constitue la pierre angulaire de notre approche ».
Il existe deux approches au sein des Men’s Studies : les « théories matérialistes » d’une part, et les « théories de la masculinité » d’autre part. Selon l’analyse matérialiste, les pratiques sociales des hommes « devraient toujours être analysées dans le cadre des rapports sociaux de sexe et du patriarcat ». Les théories de la masculinité par contre, tendent à mettre en avant que « la domination masculine et l’oppression des femmes résultent d’un processus historique et non d’un système d’auto-reproduction ». La différence entre les deux approches tient donc sans doute à leur manière de conceptualiser le genre, entre universalité (pour les théories matérialistes) et historicité (par les théories de la masculinité).
Le concept de « masculinité hégémonique » s’inscrit donc dans cette seconde tendance des Men’s studies. L’idée serait de refuser une « homogénéisation » des groupes de sexe (une seule et unique masculinité, qui s’opposerait à « la féminité »). Connell tenterait plutôt de montrer comment, au sein de rapport de genre, différentes formes de masculinités seraient amenées à coexister, et qu’elles se transformeraient dans le temps et en fonction de contextes sociaux. Il n’en reste pas moins que ces deux approches dégagent une grande convergence dans leur approche, notamment sur la manière de concevoir le genre et sur la réalité des rapports de pouvoir entre les sexes.

## Implications du concept
La masculinité hégémonique produit des rapports de dominations internes et externes. Les rapports de dominations internes se trouvent au sein même de la masculinité, ou des masculinités, tandis que les rapports de dominations externes se produisent en rapport avec la féminité.
La masculinité est un phénomène relationnel et évolutif, ce qui implique qu’il est donc historiquement et culturellement situé et qu’il n’existe pas une seule forme de masculinité.
Joseph Pleck, docteur et professeur de développement humain et des études de Family Studies à l’université de l’Illinois et auteur de The myth of masculinity (1983), met en évidence que les comportements des hommes sont conditionnés à la fois par des injonction culturelles et l’intériorisation de celles-ci.
« Les injonctions culturelles faites aux hommes d’une société donnée à se conformer à un modèle de comportement identifié comme masculin ; et d’un autre côté le concept de masculinity ideology, qui correspond à l’intériorisation par chaque individu de ces normes culturelles » (Pleck in Guionnet, 2012, p. 16).
Cette intériorisation dépendra de l’individu, de la manière dont il a été socialisé et de son environnement. Cette idée de l’impact du milieu social sur l’intériorisation des normes de la masculinité est soutenue par Guionnet (2013) : « l’individu, de son environnement immédiat, de son milieu social, etc. » . En établissant ce concept de masculinité hégémonique, Connell envisage donc une masculinité multiple, caractérisée par quatre formes d’expression de la masculinité.

### Masculinité hégémonique
La masculinité hégémonique est définie comme une pratique de la masculinité qui incarne une réponse au problème de la légitimité du patriarcat. Cette légitimité pouvant toujours être contestée, il faut voir cette hégémonie comme étant mobile historiquement. Elle prend a titre d'exemple des représentations culturelles tel que des personnages de fictions, ou des acteurs.
La masculinité hégémonique fait référence à des caractéristiques de « dominants », un archétype de la masculinité patriarcale. Les aspects socialement destructeurs de cette virilité dominatrice, « tels que la misogynie, l'homophobie, la cupidité et la domination violente », ont forgé le concept de « masculinité toxique ».
Ce concept représente une sorte d’idéal, atteignable seulement par une minorité de la population. Les hommes ne se conforment donc pas tous à cette masculinité hégémonique, ce qui justifie les violences que subissent ceux qui en sont exclus.
Matthew C. Gutmann, professeur d’anthropologie, s’est attardé sur ce concept lors de ses études de terrain sur la masculinité dans les sociétés mexicaines. Il établit ainsi une typologie de 5 masculinités, allant du Macho, représentant la masculinité hégémonique, à l’homme soumis à sa femme.
On retrouve également ce concept chez des auteurs tels que Stephen Whitehead et Louise Archer, qui analysent ce concept avec une dimension plus identitaire et individuelle, que structurale.

### Masculinité complice
La masculinité hégémonique, n’étant atteignable dans les faits que par une minorité d'hommes, donne tout son sens au concept de masculinité complice.
Ce concept fait alors référence aux individus qui vont transmettre et reproduire la représentation dominante qu'est la masculinité hégémonique, cependant, ils ne correspondent eux-mêmes pas à cette position. Ces masculinités réalisent tous les avantages du patriarcat, sans jamais devoir gérer toutes les tensions et les risques qu'incombe une position hégémonique. Les masculinités construites de manière à réaliser le dividende patriarcal, sans les tensions ou les risques d'être les troupes de première ligne du patriarcat, en sont complices en ce sens.
Les hommes faisant preuve d’une masculinité complice peuvent être exemplifié par le modèle de l'homme marié, père, dont la relation avec sa femme est plus médiée par des compromis que par l’autorité pure. Du fait qu'ils ne représentent pas explicitement sa violence, ces hommes peuvent facilement rejeter toute contestation face a l'hégémonie, et sont donc complices de son maintien.

### Masculinité subordonnée
Le statut de subordination, fait référence aux hommes qui n’incarnent pas les normes de la masculinité et qui de ce fait se retrouvent subordonnés aux masculinités dominantes. Ce concept a été utilisé pour faire références notamment aux hommes homosexuels, efféminés, etc. Dans le cas de l’homosexualité, par exemple, le statut de subordination sert à expliquer à la fois l'exclusion culturelle, la discrimination légale, ou encore les violences de rue.
Cette idée a été reprise en 2001 par Charlotte Hooper, dans l'ouvrage Manly States: Masculinities, International Relations, and Gender Politics. Elle y fait la distinction entre la masculinité hégémonique, faisant référence aux hommes occidentaux, et la masculinité subordonnée qu’elle nomme « feminized masculinity » (Hooper in Terret, 2004), qui quant à elle est associée aux hommes appartenant notamment par exemple à des minorités ethniques ou économiques.

### Masculinité marginalisée
La masculinité marginalisée est l’expression de la masculinité d’individus présentant d’autres caractéristiques que celles de la masculinité hégémonique et qui de ce fait, les situent dans des positions d’infériorité et de marginalité. Il fait de cette manière référence, entre autres, à des hommes handicapés, des hommes dans des situations précaires ou encore des hommes racisés.
Le terme « marginalisation » fait référence aux relations qui renforcent les masculinités dans les classes dominantes et subordonnées ou les groupes ethniques. Les masculinités sont donc prises d'une part dans une relation domination/sous-ordination et complicité, et marginalisation/autorisation d'autre part. Ces masculinités marginalisées se caractérisent donc en général par une grande précarités des hommes et/ou des expressions atypiques de la masculinité, et dépendent toujours des types d'expressions que la masculinité hégémonique « autorise».

## Coûts de la masculinité hégémonique
Le concept de masculinité hégémonique induit deux sortes de coûts.
D’une part, elle comporte des coûts pour les individus se conformant à ce modèle de masculinité dominante. En effet, ce modèle étant évolutif, et comportant des normes auxquelles il est nécessaire de répondre, il demande un constant effort d’adaptation de la part des individus, afin de se montrer « à la hauteur » de ce qui est « attendu » de leur part. Cette domination doit être donc continuellement réopérée, à défaut de quoi, ils risqueraient de perdre en crédibilité et ne plus incarner cette masculinité hégémonique.
« Demetriou suggère que les hommes ne sont pas une fois pour toutes des dominants : le pouvoir masculin n’est ni acquis, ni totalement cohérent et unifié ; il comporte des contradictions et des formes d’hétérogénéité, et la pérennité d’une organisation patriarcale de la société n’est possible qu’au prix d’adaptations incessantes » (Guionnet, 1958, p. 48).
On peut également parler en termes de coûts objectifs pour les individus se conformant à la masculinité hégémonique. En effet, les normes de cette forme de masculinité sont celles de la prise de risque, de la témérité, de la force, de la virilité, etc. Aujourd'hui on se rend compte que le nombre d’accidents, de cancers du poumon, d'homicides, et autre conséquences de pratiques considérées comme étant « à risque », sont plus élevées chez les hommes que chez les femmes. Cette idée est également soutenue par Messerschmidt (1993), dans son étude sur la criminalité en lien avec la construction de la masculinité. Il semble donc pertinent de parler d’un coût objectif de la masculinité hégémonique.
D’autre part, elle comporte des coûts pour les individus qui n’adhèrent pas à cette représentation de la masculinité. En effet, les personnes se situant dans la masculinité subordonnée et marginale, sont soumis et victimes des normes de la masculinité, et en subissent donc les représailles tels que des insultes, des moqueries, des violences, etc. Ce phénomène est par exemple illustré dans le film “Billy Elliot” de Stephen Daldry (2001), dans lequel un jeune garçon issu d’une classe populaire, et élevé dans un environnement qualifié de patriarcal et macho, est violenté et harcelé par son entourage car il préfère la danse classique, caractérisée de “féminin”, à la boxe, qui quant à elle est caractérisée de « masculin ».

## Influences sur l’image de la femme
La masculinité s’inscrit dans les rapports de genre. Elle est dès lors relationnelle, et se construit donc par rapport à la féminité. De ce fait, la masculinité hégémonique influence les représentations de la féminité. En effet, ce concept induit la binarité du genre et plus exactement l’opposition entre masculinité et féminité. En effet, les caractéristiques de la masculinité hégémonique doivent se distinguer de celles qui constituent la féminité.
La masculinité hégémonique, étant lié au patriarcat et “l’institutionnalisation de la domination des hommes sur les femmes”, elle constitue une forme de domination, et donc de minorisation de la femme. L’idée véhiculée est qu’il y a un sexe fort, et donc dominant, et l’autre reste le sexe faible. « L’un des sexes (les femmes) existe en tant qu’objet sexuel potentiel, tandis que la possibilité pour l’autre sexe (les hommes) de constituer un objet sexuel est niée » (Connel in Demetriou, 2001).
En conséquence, la féminité sera représentée par des caractérisée (en lien avec la masculinité Hégémonique) comme étant faible, émotive, douillette tandis que la masculinité sera représentée par « la recherche de la réussite, de la performance (être fort, courageux, combattif, agressif, ambitieux...), l’affirmation de soi, la capacité à imposer son autorité, etc. ».

## Prise en compte du concept par la sociologie française
Le concept de Masculinité hégémonique, bien qu’élaboré dans les années 1990 par Connell, a connu, dans le monde francophone, un succès tardif.[réf. nécessaire] Il est à présent au cœur de certaines analyses et débats, en particulier chez de jeunes chercheurs.
Il en est ainsi par exemple d'Éric Fassin qui n’hésite pas à faire le lien entre l’émergence de ce concept dans la sociologie francophone et l’envie de contourner une autre référence phare en termes de masculinité : Pierre Bourdieu. En effet, selon son exposé d’ouverture au colloque Masculinités non-hégémoniques (mai 2017, université catholique de Louvain), ce que propose Connell, c’est le passage au pluriel : les masculinités. Fassin essaie de montrer la part de fragilité sous-tendant tout concept d’hégémonie, notamment concernant la masculinité complice. Ce point de vue aimerait mettre à mal la pensée bourdieusienne où la masculinité domine effectivement la sphère sociale et résulte d’une effective hégémonie statistique au modèle de domination qu’il propose. Éric Fassin se confronte également aux théories de Judith Butler en affirmant qu’ils se rejoignent sur le rôle qui est joué dans cette culture du genre, comme une imitation sans fin de quelque chose qu’on n'atteint jamais. Cependant, pour Fassin, Connell ajoute une dimension moins présente chez Butler : la dimension dynamique entre les masculinités.
Cet intérêt soudain se révèle également dans la traduction récente de certaines discussions du concept. Notamment celle réalisée en 2013 par Hugo Bouvard de l’article Connell’s concept of hegemonic masculinity : A critique de Demetrakis Z. Demetriou paru en 2001. On y apprend comment le concept est une réponse à celui des rôles sexuels qui omettait deux questions incontournables à savoir celles « du pouvoir patriarcal et du changement social ». L’auteur y évoque l’hybridité de ce concept dans une note.
Les discussions actuelles se poursuivent. En témoigne une profusion d’articles francophones sur le sujet (Eleftheriadis, 2013 ; Fidolini, 2015 ; Fraysse & Mennesson, 2009 ; Le Talec 2016 ; Vallet, 2013 ; Vuattoux, 2013...).

#### Articles scientifiques
- (2013). Comptes rendus. Revue française de science politique, 63(2), 380-433. Doi:10.3917/rfsp.632.0380.
- (2016). Notes de lecture. Cahiers du Genre, 61(1), 217-253.
- Béthoux, E. & Vincensini, C. (2015). Masculinité hégémonique : les vies d’un concept. Introduction à la traduction de « Hegemonic Masculinity ». Terrains & travaux, 2(27), 147-150. URL : https://www-cairn-info.proxy.bib.ucl.ac.be:2443/revue-terrains-et-travaux-2015-2-page-147.htm
- Carrigan, T., Connell, B. & Lee, J. (1985). Toward a New Sociology of Masculinity. Theory and Sociology, 14(5), 551-604.
- Connell, R. W. (1982). Class, patriarchy, and Sartre’s theory of practice. Theory and Society, 11(3), 305-320.
- Connell R. W. & Messerschmidt J. W. (2015). Faut-il repenser le concept de masculinité hégémonique ? Traduction coordonnée par Élodie Béthoux et Caroline Vincensini. Terrains & travaux, 27(2), 151-192.
- Courtenay, W. H. (2000). Constructions of masculinity and their influence on men’s well-being: a theory of gender and health. Social Science & Medicine, 50(10), 1385-1401.
- Demetriou, D. Z. (2001). Connell's Concept of Hegemonic Masculinity: A Critique. Theory and Society, 30(3), 337-361.
- Eleftheriadis, K. (2013). Les perceptions de genre au cours d'une émeute urbaine : Décembre 2008 à Athènes. L'Homme et la société, 187-188(1), 131-154. doi:10.3917/lhs.187.0131.
- Fidolini, V. (2015). Idéaux de masculinité et sexualité interdite: Expériences sexuelles au moment de la transition vers l'âge adulte. Agora débats/jeunesses, 69(1), 23-35. doi:10.3917/agora.069.0023.
- Fraysse, M. & Mennesson, C. (2009). Masculinités hégémoniques et féminités : les modèles de genre dans une revue de VTT. Sciences sociales et sport, 2(1), 25-53. doi:10.3917/rsss.002.0025.
- Guionnet, C. (2013). Analyser la domination masculine, ses ambivalences et ses coûts : intérêt et enjeux d'une étude en terrain sensible. Savoir/agir, 26(4), 45-50.
- Le Talec, J.-Y. (2016). Des Men’s Studies aux Masculinity Studies : du patriarcat à la pluralité des masculinités. SociologieS, Dossiers, Sociétés en mouvement, sociologie en changement. URL : http://sociologies.revues.org/5234.
- Terret, T. (2004). Sport et masculinité : une revue de questions. Staps, 66(4), 209-225. doi:10.3917/sta.066.0209.
- Vallet, G. (2013). L'imaginaire collectif du bodybuilding : un recours au passé ?. Staps, 101(3), 47-67. doi:10.3917/sta.101.0047.
- Vuattoux, A. (2013). Penser les masculinités. Les Cahiers Dynamiques, 58(1), 84-88.

#### Article en ligne
- Vuattoux, A & Hagège, M, « Les masculinités : critique de l'hégémonie, recherche et horizons politiques », Contretemps, Revue de critique communiste,‎ 2013 (lire en ligne, consulté le 29 novembre 2017)

#### Conférence
- Fassin, E. (2017). Masculinités non-hégémoniques. Communication présentée au colloque « Masculinités non-hégémoniques : des configurations ambigües et plurielles », Louvain-La-Neuve.

#### Dictionnaire
- Kergoat, D. (2004). Division sexuelle du travail et rapports sociaux de sexe. In Hirata H., Laborie F., Le Doaré H. & D. Senotier (dir.). Dictionnaire critique du féminisme. Paris : Presses universitaires de France.

#### Ouvrages
- Connell, R.W. (1983). Which way is up? Essays on sex, class and culture. Sydney: Allen and Unwin, p. 278.
- Connell, R. W. (1995). Masculinities. Cambridge: Polity Press, p. 352.
- Connell, R. W., Ashenden, D. J., Kessler S. & Dowsett G. W. (1982). Making the difference: Schools, families and social division. Sydney, Australia: Allen and Unwin, p. 228.
- Delphy, Christine. (1991). Penser le genre. In Hutig, M.-C., Kail, M. & Rouch, He. (Dir.). (2014). Sexe et genre, de la hié rarchie entre les sexes. Paris : CNRS éditions, p. 288.
- Delphy Christine. 1998. L'ennemi principal : tome 1, Économie politique du patriarcat. Paris: Éditions Syllepse. p. 296.

#### Chapitre d’ouvrages
- Dulong, D. Guionnet, C., Neveu, Érik. (2012). Boys don’t cry ! Les coûts de la domination masculine. Pourquoi réfléchir aux coûts de la masculinité ? Introduction générale (p. 7-38). Rennes : Presses Universitaires de Renne.